# Razziegalan 2013
Razziegalan 2013 var den 33:e upplagan Golden Raspberry Awards och hölls 23 februari 2013. Galan hölls som vanligt dagen före Oscarsgalan, och gav pris till de sämsta filminsatserna under 2012.

## Vinnare och nominerade
| Sämsta film | Sämsta regissör |
| --- | --- |

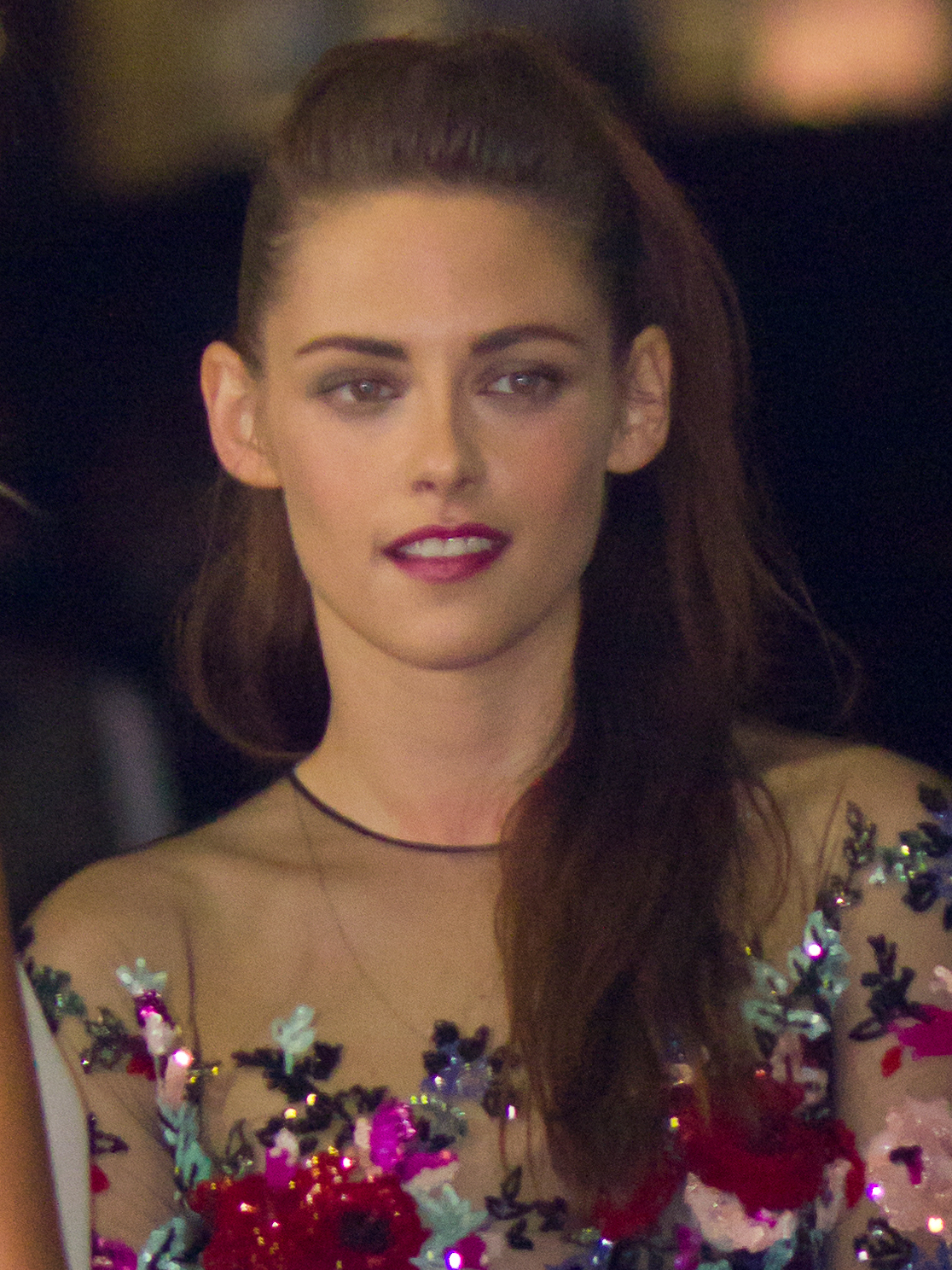
Kristen Stewart,
Sämsta kvinnliga skådespelare

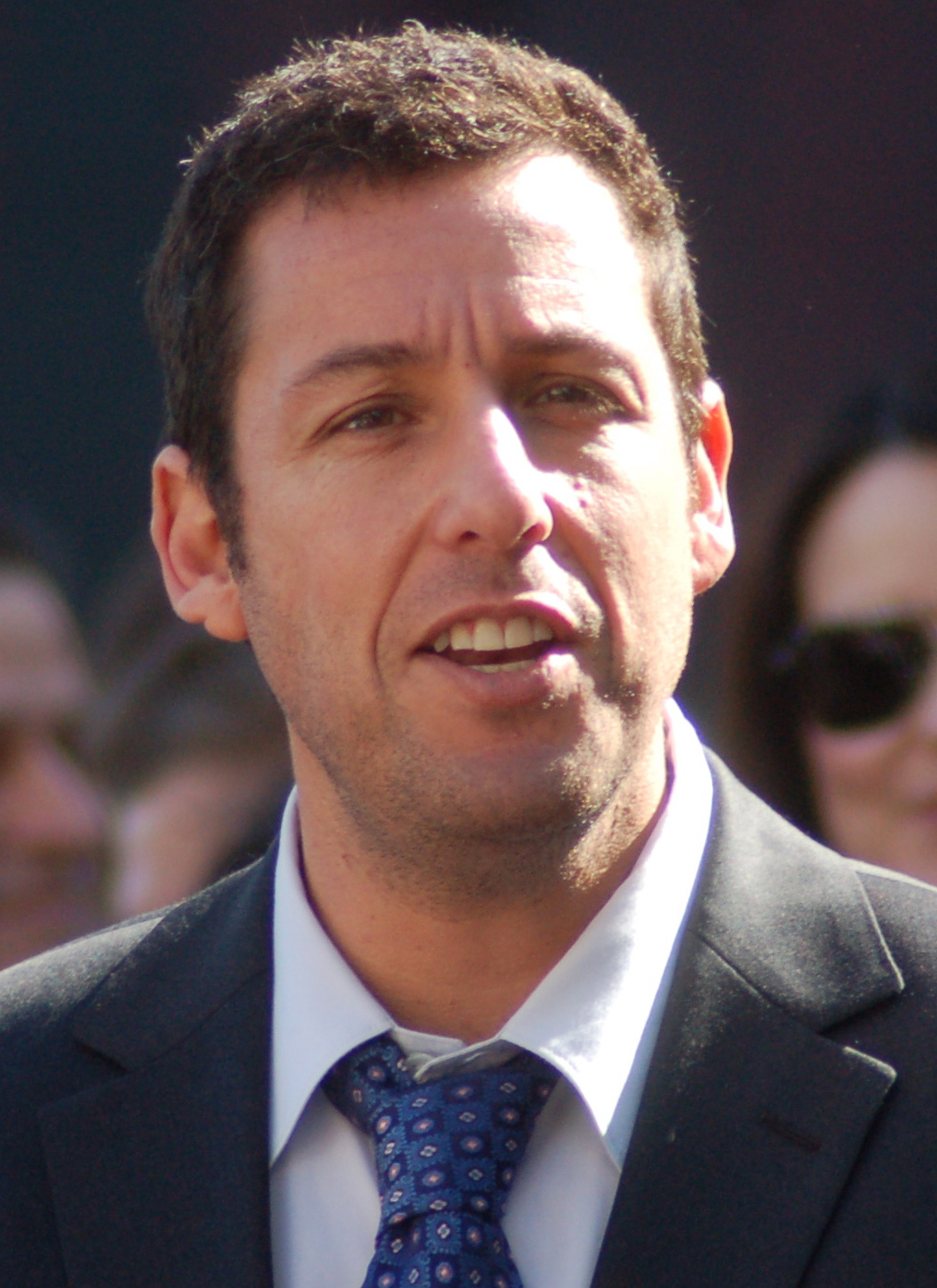
Adam Sandler,
Sämsta manliga skådespelare

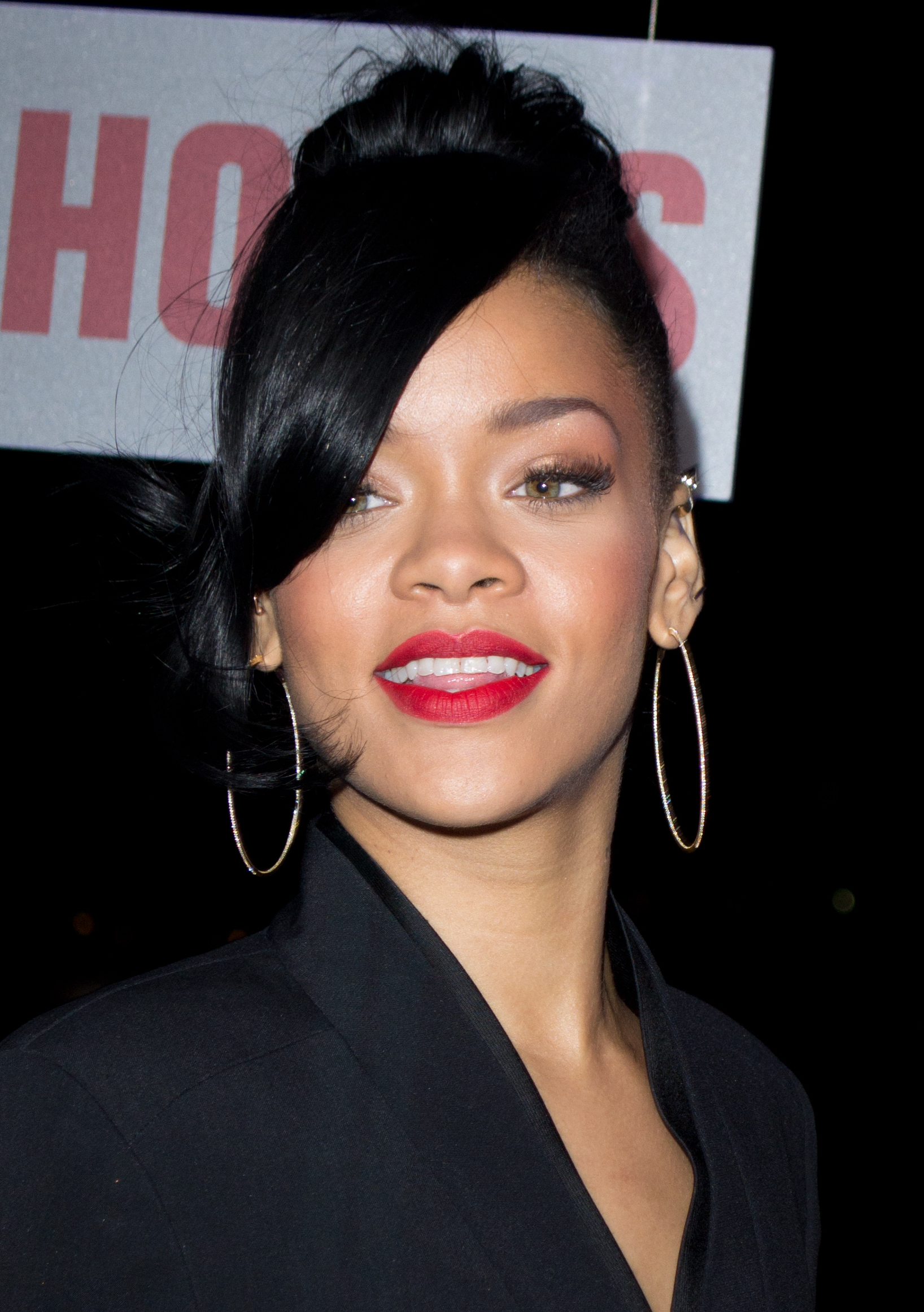
Rihanna,
Sämsta kvinnliga biroll

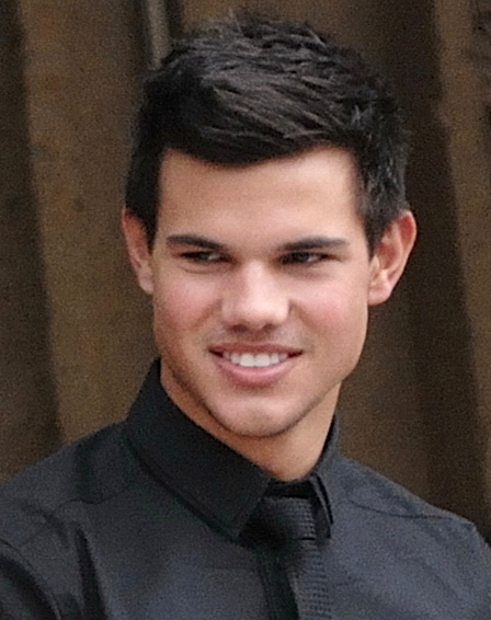
Taylor Lautner,
Sämsta manliga biroll

| - The Twilight Saga: Breaking Dawn - Part 2 – Summit Entertainment - Battleship – Universal - The Oogieloves in the Big Balloon Adventure – Lionsgate Films / Romar Entertainment / Kenn Viselman Presents - That's My Boy – Columbia - A Thousand Words – Paramount / DreamWorks | - Bill Condon – The Twilight Saga: Breaking Dawn - Part 2 - Sean Anders – That's My Boy - Peter Berg – Battleship - Tyler Perry – Good Deeds och Madea's Witness Protection - John Putch – Atlas Shrugged: Part II |
| Sämsta kvinnliga skådespelare | Sämsta manliga skådespelare |
| - Kristen Stewart – Snow White and the Huntsman och The Twilight Saga: Breaking Dawn - Part 2 - Katherine Heigl – One for the Money - Milla Jovovich – Resident Evil: Retribution - Tyler Perry – Madea's Witness Protection (drag) - Barbra Streisand – The Guilt Trip | - Adam Sandler – That's My Boy - Nicolas Cage – Ghost Rider: Spirit of Vengeance och Seeking Justice - Eddie Murphy – A Thousand Words - Robert Pattinson – The Twilight Saga: Breaking Dawn - Part 2 - Tyler Perry – Alex Cross och Good Deeds |
| Sämsta kvinnliga biroll | Sämsta manliga biroll |
| - Rihanna – Battleship - Jessica Biel – Playing for Keeps och Total Recall - Brooklyn Decker – Battleship och What to Expect When You're Expecting - Ashley Greene – The Twilight Saga: Breaking Dawn - Part 2 - Jennifer Lopez – What to Expect When You're Expecting | - Taylor Lautner – The Twilight Saga: Breaking Dawn - Part 2 - David Hasselhoff – Piranha 3DD - Liam Neeson – Battleship och Wrath of the Titans - Nick Swardson – That's My Boy - Vanilla Ice – That's My Boy |
| Sämsta manus | Sämsta filmpar |
| - That's My Boy – David Caspe - Atlas Shrugged: Part II – Duke Sandefur, Brian Patrick O'Toole, och Duncan Scott (Manus), baserat på romanen av Ayn Rand - Battleship – Jon Hoeber och Erich Hoeber (Manus), baserat på brädspelet av Hasbro - A Thousand Words – Steve Koren - The Twilight Saga: Breaking Dawn - Part 2 – Melissa Rosenberg och Stephenie Meyer (Manus), baserat på romanen av Stephenie Meyer | - Mackenzie Foy och Taylor Lautner i The Twilight Saga: Breaking Dawn - Part 2 - Vilka två medverkande som helst ifrån Jersey Shore i The Three Stooges - Robert Pattinson och Kristen Stewart i The Twilight Saga: Breaking Dawn - Part 2 - Tyler Perry och hans alter ego som dragqueen i Madea's Witness Protection - Adam Sandler och antingen Leighton Meester, Andy Samberg, eller Susan Sarandon i That's My Boy |
| Sämsta prequel, nyinspelning, rip-off eller uppföljare | Sämsta rollbesättning |
| - The Twilight Saga: Breaking Dawn - Part 2 – Summit Entertainment - Ghost Rider: Spirit of Vengeance – Columbia - Madea's Witness Protection – Lionsgate - Piranha 3DD – Dimension - Red Dawn – FilmDistrict | - Hela rollbesättningen i The Twilight Saga: Breaking Dawn - Part 2 - Hela rollbesättningen i Battleship - Hela rollbesättningen i Madea's Witness Protection - Hela rollbesättningen i The Oogieloves in the Big Balloon Adventure - Hela rollbesättningen i That's My Boy |

### Filmer med flera vinster
| Vinster | Film                                      |
| ------- | ----------------------------------------- |
| 7       | The Twilight Saga: Breaking Dawn - Part 2 |
| 2       | That's My Boy                             |